# Мале Рибушкіно
Мале Рибушкіно (рос. Малое Рыбушкино) — село в Краснооктябрському районі Нижньогородської області Російської Федерації.
Населення становить 878 осіб. Входить до складу муніципального утворення Краснооктябрський округ.

## Історія
До травня 2022 року входило до складу муніципального утворення Большерибушкинська сільрада.

## Населення
| 2002 | 2010 |
| ---- | ---- |
| 900  | ↘878 |